# Prüfling
Ein Prüfling bezeichnet eine Person, die einer Prüfung unterzogen wird, oder ein Objekt, das geprüft wird.

## Unterschied Prüfling und Proband
Das Wort Prüfling besitzt, im Gegensatz zum Probanden, auch die Qualität, nicht nur für eine Person eingesetzt werden zu können, sondern auch für ein Objekt, das einer Prüfung oder Probe unterzogen wird. Dabei muss dieses Objekt nicht unbedingt materiell sein, ein Programm in der Informatik kann zum Beispiel auch als Prüfling bezeichnet werden.
Ein Objekt, das einer Prüfung unterzogen wird, wird auch als Prüfstück oder als Prüfkörper bezeichnet.

## Beispiele
- Alle Edelstahl-Prüflinge zeigten keine Besonderheiten bei der Zugprobe.
- Der Prüfling, ein Textverarbeitungsprogramm, bestand den Abnahmetest nicht.
- Alle Prüflinge werden einem Kalttest unterzogen.